# Амбра Анджоліні
Амбра Анджоліні (італ. Ambra Angiolini; 22 квітня 1977, Рим, Італія) — відома італійська акторка, телеведуча, співачка.

## Біографія
Дебютувала на телебаченні в 1992 році, починаючи з передачі «Non è la Rai». 1994 записала перший альбом «T'appartengo», в який увійшли 10 пісень. Цей альбом був також записаний на іспанською мовою і містив нову пісню під назвою «Nel Cuore, nell'anima». Основна пісня «Ті pertenezco» мала успіх в Іспанії, Колумбії, Мексиці, Венесуелі і Чилі. У зв'язку з цим, Амбра Анджоліні була запрошена на фестиваль пісні «Viña del Mar» в 1996 році. У тому ж році записала альбом «Angiolini». Випустила на телебаченні власні ток-шоу: «Generazione X», «Super», «Non dimenticate lo spazzolino da denti», «Cominciamo bene estate». У 2007 році отримала нагороду «Срібна Стрічка» і «Давид Ді Донателло» за роль у фільмі «Saturno contro».

## Фільмографія
- Сатурн проти / Saturno contro (2007)
- La volpe e la bambina (озвучення, 2007)
- Білі та чорні / Bianco e nero (2008)
- Ce n'è per tutti (2009)
- Незрілі / Immaturi (2011)
- Всі на море / Tutti al mare (2011)
- Новини про розкопки / Notizie degli scavi (2011)
- Anche se è amore non si vede (2011)
- Незрілі: Подорож / Immaturi — Il viaggio (2012)
- Хай живе Італія! / Viva l'Italia (2012)
- Ci vediamo a casa (2012)
- Mai Stati Uniti (2013)
- Тримайся від мене подалі / Stai lontana da me (2013)
- Maldamore (2014)
- Пам'ятаєш мене? /Ti ricordi di me? (2014)
- Мовчання води / Il silenzio dell'acqua (2019)
- (Не)ідеальні парочки (Per tutta la vita) (2021)